# Zeča
Zeča (italsky Levrera) je neobydlený ostrov v Jaderském moři při chorvatském pobřeží. Je součástí Kvarnerských ostrovů. Nachází se východně od jižního cípu istrijského poloostrova. Administrativně patří městu Cres v Přímorsko-gorskokotarské župě.
Ostrov Žeča je ve své nejdelší straně dlouhý 3,88 km a široký jen 950 m. Jeho rozloha dosahuje 2,55 km². Na severní straně se nachází mys Tanki rt, na jižní straně vystupuje ostrov do maximální výšky 65 m n. m. Jeho povrch je většinou holý, na některých místech jej pokrývá řídká vegetace. Nachází se zde několik pláží, několik málo zálivů. Moře klesá od ostrova poměrně rychle do velké hloubky. 